# Humalalampi
Humalalampi är en sjö i kommunen Saarijärvi i landskapet Mellersta Finland i Finland. Sjön ligger 142,1 meter över havet. Den är 11,1 meter djup. Arean är 83 hektar och strandlinjen är 6,31 kilometer lång. Sjön  ingår i Kymmene älvs huvudavrinningsområde.   Den ligger omkring 73 kilometer nordväst om Jyväskylä och omkring 290 kilometer norr om Helsingfors. 